# Chaetosclerophoma coluteae
Chaetosclerophoma coluteae är en svampart som beskrevs av Petr. 1924. Chaetosclerophoma coluteae ingår i släktet Chaetosclerophoma, divisionen sporsäcksvampar och riket svampar.   Inga underarter finns listade i Catalogue of Life.